# Junior Eurovision Song Contest 2025
La ventitreesima edizione del Junior Eurovision Song Contest si svolgerà il 13 dicembre 2025 presso l'Olympic Palace di Tbilisi, in Georgia, in seguito alla vittoria di Andria Putkaradze nell'edizione precedente.
In questa edizione l'Azerbaigian, la Croazia e il Montenegro hanno confermato il loro ritorno, mentre l'Estonia e la Germania hanno annunciato il loro ritiro.

## Organizzazione
Nella conferenza stampa a seguito della vittoria di Andria Putkaradze, la direttrice dell'emittente GPB Tinatin Berdzenishvili ha annunciato che l'edizione 2025 del concorso si sarebbe svolta in Georgia, divenendo così la seconda edizione della manifestazione musicale a svolgersi nello Stato caucasico dopo il Junior Eurovision Song Contest 2017. Tuttavia l'Unione europea di radiodiffusione (UER) ha in seguito smentito la notizia, affermando che tale decisione sarebbe stata discussa assieme a tutti i membri dell'ente paneuropeo, per poi annunciare la nazione ospitante nelle settimane successive.

L'Olympic Palace, sede del Junior Eurovision Song Contest 2025

Il 10 aprile 2025, attraverso un bando di selezione pubblicato dal Ministero della Cultura georgiano, è stato confermato che la capitale georgiana Tbilisi, avrebbe nuovamente ospitato la manifestazione nel 2025. La selezione della città è stata confermata dall'UER il successivo 13 maggio, durante una conferenza stampa dedicata all'Eurovision Song Contest 2025 a Basilea.

### Scelta della sede
Il 13 giugno 2025 Levan Zhorzholiani, capo dell'amministrazione del governo georgiano, ha annunciato che la sede dell'evento sarebbe stata il Tbilisi Olympic Palace, già sede della manifestazione canora nell'edizione 2017.
L'arena polivalente, aperta in occasione dei XIII Festival olimpico estivo della gioventù europea, comprende una sala dedicata ai concerti e ad eventi sportivi di grandi dimensioni, con una capacità tra le 3 600 e 4 000 persone.

## Stati partecipanti

Stati che hanno confermato la loro partecipazione
Stati partecipanti che hanno già selezionato l'artista e/o la canzone
Stati che hanno partecipato in passato ma non nel 2025

Stati che hanno confermato la loro partecipazione
     Stati partecipanti che hanno già selezionato l'artista e/o la canzone
     Stati che hanno partecipato in passato ma non nel 2025
| Stato                   | Artista           | Brano             | Lingua   | Processo di selezione                                 |
| ----------------------- | ----------------- | ----------------- | -------- | ----------------------------------------------------- |
| Albania                 | Kroni Pula        | Fruta perime      | Albanese | Festivali i Këngës për Fëmijë 2025, 1° giugno 2025    |
| Armenia                 |                   |                   |          | Interno                                               |
| Azerbaigian             |                   |                   |          | Interno                                               |
| Cipro                   |                   |                   |          | Interno                                               |
| Croazia                 | Marino Vrgoč      |                   |          | Interno, 16 aprile 2025 per l'artista                 |
| Francia                 |                   |                   |          |                                                       |
| Georgia (organizzatore) |                   |                   |          | Ranina 2025 per l'artista                             |
| Irlanda                 | 26 ottobre 2025   | 26 ottobre 2025   |          | Junior Eurovision Éire 2025                           |
| Italia                  | settembre 2025    | settembre 2025    |          | Interno                                               |
| Macedonia del Nord      | Nela Mančeska     |                   |          | Interno, 13 giugno 2025 per l'artista                 |
| Malta                   |                   |                   |          | The Voice Kids Malta                                  |
| Montenegro              |                   |                   |          |                                                       |
| Paesi Bassi             | 20 settembre 2025 | 20 settembre 2025 |          | Junior Songfestival 2025                              |
| Polonia                 | Marianna Kłos     |                   |          | Interno, 1° giugno 2025 per l'artista                 |
| Portogallo              | Inês Gonçalves    |                   |          | The Voice Kids Portugal, 13 luglio 2025 per l'artista |
| San Marino              | settembre 2025    | settembre 2025    |          | Interno                                               |
| Spagna                  | Gonzalo Pinillos  |                   |          | Interno, 23 luglio 2025 per l'artista                 |
| Ucraina                 | ottobre 2025      | ottobre 2025      |          | Nacvidbir 2025                                        |

## Stati non partecipanti
- Australia: il 20 marzo 2025 le emittenti SBS e ABC hanno confermato che non avrebbero partecipato per il paese all’evento di quest’anno.[36]
- Austria: il 26 dicembre 2024 ORF ha confermato che non avrebbe debuttato in quest'edizione.[37]
- Belgio: dopo aver discusso su un possibile ritorno,[38] il 3 gennaio 2025 VRT ha confermato che non avrebbe preso parte all'evento, citando problemi economici come motivo di questa decisione.[39]
- Bielorussia: in seguito all'espulsione a tempo indeterminato dell'emittente bielorussa BTRC dall'UER, avvenuta il 23 aprile 2024, la nazione non dispone dei diritti di partecipazione e trasmissione del concorso.[40]
- Danimarca: l'11 dicembre 2024 DR ha confermato che non avrebbe preso parte all'evento.[41]
- Estonia: l'11 dicembre 2024 ERR ha confermato il ritiro dall'evento, citando problemi economici come motivo di questa decisione.[42]
- Finlandia: il 3 gennaio 2025 è stato confermato che l’emittente Yle non avrebbe debuttato al concorso, citando gli alti costi di partecipazione come motivo di questa decisione.[43]
- Galles: il 16 novembre 2024, dopo il ritiro tardivo del Regno Unito che non ha permesso un'organizzazione adeguata per una partecipazione nell'edizione 2024 come nazione indipendente,[44] un portavoce dell'emittente S4C ha dichiarato di valutare una possibile partecipazione nel 2025, con la ex rappresentante nel 2018 Manw che auspica un ritorno della nazione al concorso.[45][46] Il 24 maggio 2025, l'emittente ha infine confermato che la nazione non avrebbe preso parte all'evento.[47]
- Germania: il 7 marzo 2025 KiKA ha confermato il ritiro dall'evento, citando il cambio di emittente responsabile della partecipazione al concorso da NDR a SWR, confermando tuttavia la trasmissione dell'evento.[48][49]
- Grecia: il 5 giugno 2025 ERT ha confermato che non avrebbe preso parte all’evento.[50]
- Israele: il 26 dicembre 2024 IPBC ha confermato che non avrebbe preso parte all'evento, citando gli alti costi di partecipazione e le limitate trasmissioni pubblicitarie che consente.[51]
- Kazakistan: il 12 giugno 2025 KA ha confermato che non avrebbe preso parte all'evento citando gli elevati costi di partecipazione come motivo di questa decisione.[52]
- Lettonia: il 7 gennaio 2025 LTV ha confermato che non avrebbe preso parte all'evento,[53] non escludendo un possibile ritorno in futuro.[54]
- Lituania: dopo aver discusso su un possibile ritorno,[55] il 24 giugno 2025 LRT ha confermato che non avrebbe preso parte all’evento, citando gli alti costi di partecipazione, confermando tuttavia la trasmissione dell’evento.[56]
- Lussemburgo: il 30 maggio 2025 RTL Lëtzebuerg ha confermato che non avrebbe debuttato in quest'edizione.[57]
- Norvegia: dopo aver discusso su un possibile ritorno, valutando inoltre la possibilità di un'organizzazione di una selezione nazionale apposita come metodo di selezione del rappresentante,[58] il 25 giugno 2025 NRK ha confermato che non avrebbe preso parte all'evento, non chiudendo le porte per le edizioni successive.[59]
- Regno Unito: il 11 giugno 2025 BBC ha confermato che non avrebbe preso parte all’evento.[60]
- Rep. Ceca: il 30 dicembre 2024 ČT ha confermato che non avrebbe debuttato in questa edizione.[61]
- Russia: in seguito all'espulsione a tempo indeterminato di tutte le emittenti russe dall'UER, avvenuta il 26 maggio 2022, la nazione non dispone dei diritti di partecipazione e trasmissione del concorso.[62]
- Serbia: il 15 agosto 2025 RTS ha confermato che non avrebbe preso parte all’evento, citando motivi economici come motivo di questa decisione.[63]
- Slovenia: l'11 giugno 2025 RTV SLO ha confermato che non avrebbe preso parte all'evento, estendendo le proprie intenzioni anche per l'edizione 2026.[64]
- Svezia: il 4 gennaio 2025 SVT ha confermato che non avrebbe preso parte all'evento.[65]
- Svizzera: il 2 marzo 2025 l’emittente SRG SSR ha confermato che non avrebbe preso parte all'evento, per concentrarsi sull'organizzazione dell'Eurovision Song Contest 2025.[66]

## Altri stati
- Islanda: il 2 gennaio 2025 l'emittente RÚV ha annunciato di considerare un possibile debutto nell'edizione 2025, valutando anche la possibilità di organizzare una selezione nazionale apposita come metodo di selezione del rappresentante.[67] Si attende una conferma ufficiale riguardante la partecipazione.
- Romania: il 17 luglio 2025 l’emittente TVR ha dichiarato che non era stata ancora presa nessuna decisione in merito alla partecipazione nazionale al Junior Eurovision Song Contest 2025.[68] Si attende una conferma ufficiale riguardante la partecipazione.

## Trasmissione dell'evento

### Televisione e radio
| Paese              | Emittente          | Stazione       | Commentatori | Note   |
| ------------------ | ------------------ | -------------- | ------------ | ------ |
| Albania            | RTSH               |                |              |        |
| Armenia            | ARMTV              |                |              |        |
| Azerbaigian        | İTV                |                |              |        |
| Cipro              | CyBC               |                |              |        |
| Croazia            | HRT                |                |              |        |
| Francia            | France Télévisions |                |              |        |
| Georgia            | GPB                |                |              |        |
| Germania           | ARD/ZDF            | KiKA           |              | [ 48 ] |
| Irlanda            | TG4                | TG4            |              |        |
| Italia             | Rai                | Rai 2          | Mario Acampa | [ 20 ] |
| Lituania           | LRT                |                |              | [ 56 ] |
| Macedonia del Nord | MRT                |                |              |        |
| Malta              | PBS                | TVM            |              |        |
| Montenegro         | RTCG               |                |              |        |
| Paesi Bassi        | NPO                |                |              |        |
| Polonia            | TVP                |                |              |        |
| Portogallo         | RTP                |                |              |        |
| San Marino         | SMRTV              | San Marino RTV |              |        |
| Spagna             | RTVE               |                |              |        |
| Ucraina            | Suspil'ne          |                |              |        |

### Streaming
| Paese       | Piattaforma   |
| ----------- | ------------- |
| Germania    | Eurovision.de |
| Italia      | RaiPlay       |
| Paesi Bassi | NPO Start     |
| Portogallo  | RTP Play      |
| Spagna      | RTVE Play     |
| Mondo       | YouTube       |